# ヘルベルト・プロハスカ
ヘルベルト・プロハスカ（Herbert Prohaska, 1955年8月8日 - ）は、オーストリア・ウィーン出身の同国代表サッカー選手。ポジションはミッドフィールダー（MF）。
1980年代を通じてオーストリア・ブンデスリーガとイタリア・セリエAで活躍した。愛称の「Schneckerl」は縮れた髪の毛を意味するウィーンの方言で、若い頃の彼の髪型に由来している。

## 経歴
長年に渡りFKアウストリア・ウィーンの中心選手として活躍、4度のリーグ優勝と3度のカップ優勝を果たす。
1980年にセリエAの名門インテルへ移籍。2シーズン目にはコッパ・イタリアで優勝。1982年には同リーグのASローマに移籍。初年度でリーグ優勝を果たし、スクデットを獲得した。当時外国人に対して比較的閉鎖的であったセリエAでプロハスカが各クラブの主力選手として活躍したことは、以降イタリアへの移籍を希望する多くのオーストリア出身選手に影響を与えた。
オーストリア代表選手としては1978年FIFAワールドカップ・アルゼンチン大会と1982年FIFAワールドカップ・スペイン大会に出場、1978年大会、2次リーグ最終戦において前回優勝国の西ドイツを3-2で破り、コルドバの奇跡と賞賛された一員でもある。また1982年大会、1次リーグ第3戦の西ドイツ戦（ヒホンの無気力試合。一部で八百長が噂され、ワールドカップ史上最も恥ずべき試合とも呼ばれている）でもピッチに立っている。1989年に現役引退。
指導者としては1990年からFKアウストリア・ウィーンの監督に就任。1993年からオーストリア代表監督に就任し、FIFAワールドカップ・フランス大会予選を突破し本大会出場に導き、翌1998年の本大会でも指揮を執った。
大会後も続投したが1999年3月27日に行われたEURO2000地区予選第4戦のスペイン戦で0-9の大敗を喫し辞任した。
2003年11月のUEFAジュビリーアウォーズの際には、オーストリアサッカー協会から同国の20世紀最優秀選手に選出され、2005年にはオーストリアの国家勲章を与えられたプロハスカは、代表監督を辞任してから早々に監督業を引退、現在はオーストリア国営放送（ORF）のコメンテーターとして活躍している。

## 所属クラブ
- 1972年-1980年　 FKアウストリア・ウィーン
- 1980年-1982年　 インテル・ミラノ
- 1982年-1983年　 ASローマ
- 1983年-1989年　 FKアウストリア・ウィーン

## 代表歴

### 出場大会
- オーストリア代表
  - 1978 FIFAワールドカップ
  - 1982 FIFAワールドカップ

### 試合数
- 国際Aマッチ 84試合 12得点（1974年-1989年）[1]

| オーストリア代表 | 国際Aマッチ | 国際Aマッチ |
| 年               | 出場        | 得点        |
| ---------------- | ----------- | ----------- |
| 1974             | 1           | 0           |
| 1975             | 7           | 1           |
| 1976             | 7           | 1           |
| 1977             | 8           | 1           |
| 1978             | 13          | 0           |
| 1979             | 7           | 3           |
| 1980             | 7           | 0           |
| 1981             | 5           | 2           |
| 1982             | 10          | 1           |
| 1983             | 4           | 0           |
| 1984             | 7           | 3           |
| 1985             | 4           | 0           |
| 1986             | 0           | 0           |
| 1987             | 0           | 0           |
| 1988             | 1           | 0           |
| 1989             | 3           | 0           |
| 通算             | 84          | 12          |

## 指導歴
- 1990年-1992年　 FKアウストリア・ウィーン　監督
- 1993年-1999年　 オーストリアA代表　監督
- 1999年-2000年　 FKアウストリア・ウィーン　監督

## 獲得タイトル

### クラブ
- オーストリア・ブンデスリーガ 優勝7回 (1976, 1978, 1979, 1980, 1984, 1985, 1986)
- オーストリア・カップ 優勝4回 (1974, 1977, 1980, 1986)
- オーストリア・スーパーカップ 優勝1回 (1997)
- イタリア・セリエA 優勝1回 (1983)
- コッパ・イタリア 優勝1回 (1982)

### 個人タイトル
- オーストリア年間最優秀選手賞　3回（1984, 1985, 1987）